# Conquista del 1759-1760

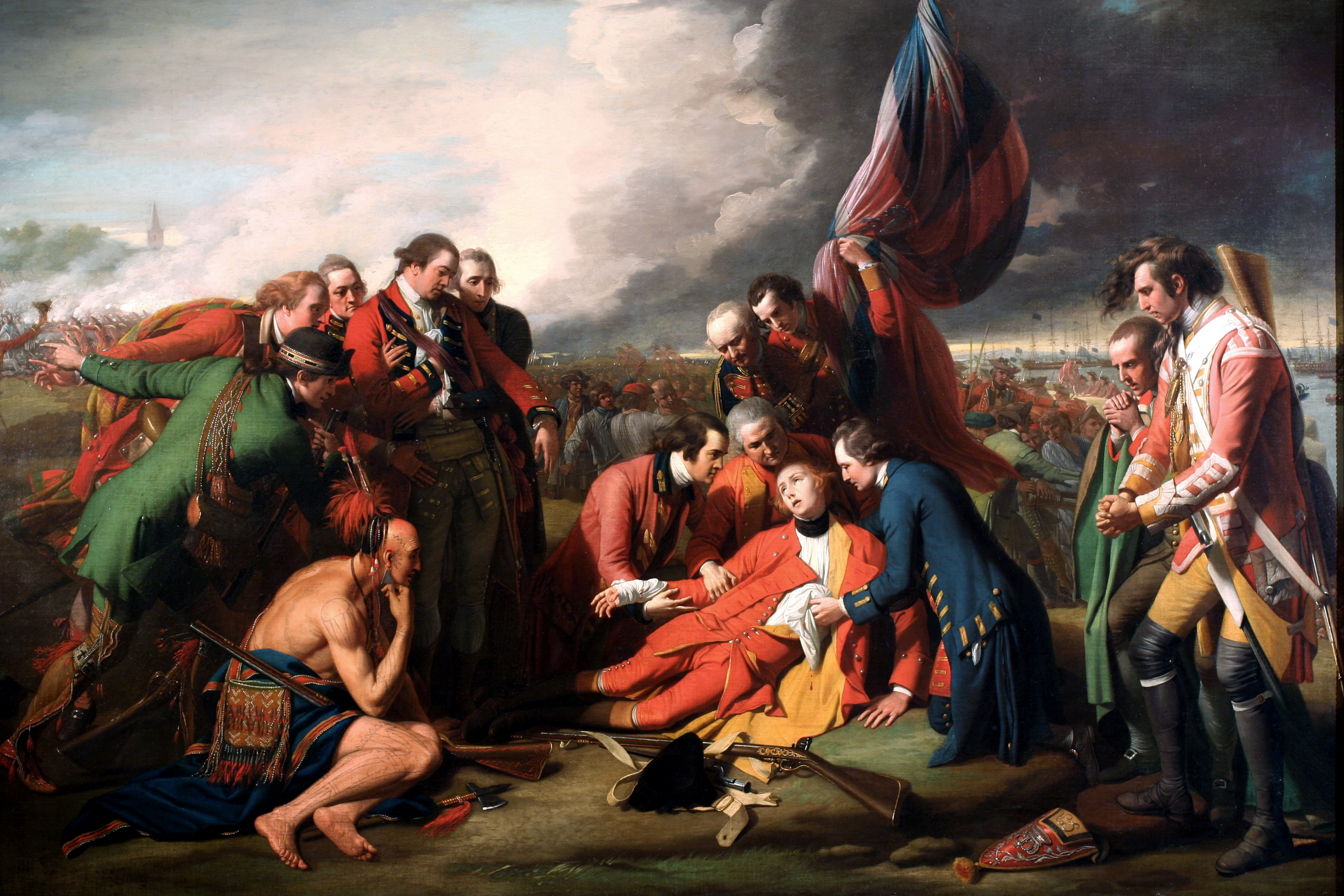
The Death of General Wolfe di Benjamin West. Il dipinto ad olio raffigura la morte del generale britannico James Wolfe durante la battaglia di Québec nel settembre 1759.

La Conquista del 1759-1760 (o semplicemente Conquista) si riferisce alla conquista della colonia canadese nella Nuova Francia da parte della Gran Bretagna come parte della Guerra franco-indiana (Teatro nordamericano della Guerra dei sette anni).
La battaglia di Québec nel settembre 1759 fu l'impegno decisivo della Conquista, e fu completata dalla capitolazione di Montréal nel settembre 1760. Nel 1763 fu istituito Un regime militare britannico nella Nuova Francia, in attesa della fine della guerra dei sette anni.
Il termine "Conquista" è attestato, tra l'altro, dal trattato di Parigi del 1763 (articolo XXIV) e da varie leggi emanate dal Parlamento britannico come La Legge sul Québec del 1774 (articolo IV) e il Atto costituzionale del 1791 (articoli IV e XXII).